# 공양장황후
공양장황후 호씨(恭讓章皇后 胡氏, 건문 2년 4월 10일(1402년 5월 11일) ~ 정통 8년 12월 8일(1443년 12월 28일))는 명나라 황제 선덕제의 정후이자 폐황후이다. 이름은 호선상(胡善祥)이다.

## 생애
호선상은 제령(濟寧)출신이며, 가족 중에 큰언니인 호선위(胡善圍)는 홍무제 때 상궁으로 재직하였다.
영락 15년(1417년)에 호선상은 황태손 주첨기(朱瞻基)와 혼인을 하여 황태손비로 책봉이 되고, 홍희제가 즉위한 후에는 황태자비로 격상이 되고, 얼마 안 돼서 선덕제가 황제로 즉위하면서 호선상도 황후로 즉위하게 된다.
그러나 호선상의 황후 생활은 오래 가지를 못했다. 선덕 3년(1428년)에 선덕제가 귀비 손씨(효공장황후) 사이에서 아들을 보았고, 선덕제가 호선상에게 아들을 낳지 못했다는 이유로 폐서인으로 만들었다. 폐위 후에는 도사로 출가하고 정자선사(靜慈仙師)라는 호를 받았다. 황태후 장씨는 호선상을 가엽게 여겼는지 청녕궁(淸寧宮)을 주고 죽을 때까지 궁에서 여생을 보내게 하였다.
정통 8년(1443년), 호선상은 아무도 없이 쓸쓸하게 생을 마감하게 되었다. 폐후 신분 때문에 태묘에 위패를 모실 수도, 황릉을 따로 만들 수도 없었다.
천순(天順) 7년 윤 칠월(1463년)에 정통제의 의해서 황후로 복위되었으며, 시호는 공양성순강목정자장황후(恭讓誠順康穆靜慈章皇后)이다.